# Selevasio Tolofua
Selevasio Tolofua (Francia, 31 de mayo de 1997) es un jugador profesional francés de rugby que se desempeña en la posición de número 8 en Rugby Club Toulonnais, equipo perteneciente a la liga Top 14.

## Carrera
Tolofua es un jugador de formación francesa (JIFF). Comenzó su carrera deportiva con el equipo Olympique Marcquois Rugby, en el cual jugó tres temporadas (2004-2007), después pasó a Stade Toulousain (2007-2023), luego a Rugby Club Toulonnais, donde lleva jugando una temporada.